# Машковцев, Владилен Иванович
Владиле́н Ива́нович Машко́вцев (26 сентября 1929, Тюмень, Уральская область — 24 апреля 1997, Магнитогорск, Челябинская область) — советский, российский поэт, прозаик, фантаст, публицист, общественный деятель. Автор более чем полутора десятков художественных книг, изданных на Урале и в Москве, в том числе — историко-фантастических романов «Золотой цветок — одолень» и «Время красного дракона». Атаман казачьей станицы Магнитной, Почётный гражданин Магнитогорска, кавалер Серебряного креста «За возрождение оренбургского казачества».

## Биография
Владилен Иванович Машковцев родился 26 сентября 1929 года в семье народного судьи и учительницы в городе Тюмени Тюменского округа Уральской области.
Детство будущего писателя прошло в казачьей станице Звериноголовской — именно здесь десятилетием раньше жил и поэт Борис Ручьёв. Много лет спустя обоим этим поэтам довелось руководить литературной жизнью города Магнитогорска.
В годы Великой Отечественной войны Машковцев учился в Курганской авиационной школе пилотов первоначального обучения гражданского воздушного флота. После войны он поступил в школу ФЗО в г. Кургане, которую окончил 1947 году. Приехав по направлению в Магнитогорск, работал лекальщиком-инструментальщиком ремонтно-механического завода треста «Магнитострой». Службу в армии в 1950—1953 годах В. Машковцев проходил на Дальнем Востоке. В 1953 году после службы в армии вернулся в Магнитогорск, где работал машинистом турбин на центральной электростанции Магнитогорского металлургического комбината.
Первые публикации Машковцева в магнитогорской прессе относятся к 1955 году. В 1960 году в Челябинском книжном издательстве вышла его первая книга стихов — «Молодость», а в 1965 году он был принят в Союз писателей СССР по рекомендации поэтов В. Фёдорова, С. Смирнова и Л. Татьяничевой. В 1967 году Машковцев окончил Литературный институт имени Горького.
Период 1970-х годов стал наиболее плодотворным для Машковцева-поэта: за это десятилетие из печати вышло 5 его поэтических сборников.
В 1980-е годы направляющей в творчестве В. Машковцева стала тема уральского казачества и его исторического наследия. В 1986 году в своём цикле стихов «Казацкие гусли», основанном на глубоких исторических штудиях, а также изучении уральского фольклора, Машковцев изобразил быт казаческого сословия и размышлял о его судьбе. При этом писатель принимал активное личное участие в возвращении к историческим корням: именно по его инициативе с конца 1980-х годов началось восстановление Оренбургского казачества в Магнитогорске. В марте 1990 года увидел свет его первый исторический роман «Золотой цветок — одолень», повествующий о жизни яицких казаков в начале XVII века.
С конца 1980-х годов Машковцев активно проявлял себя как публицист. В газетах Магнитогорска стали появляться его многочисленные антикоммунистические статьи, вызвавшие бурные общественные дискуссии. Машковцев подписал опубликованное 2 марта 1990 года в газете «Литературная Россия» открытое Письмо писателей, деятелей культуры и науки России", в котором заявлялось о наступающей русофобии, а также «всевластии политических авантюристов, спешащих превратить Россию в колониальную страну, в царство новейшего тоталитаризма».
В 1996 году Машковцев вступил в Союз писателей России. В том же году решением Магнитогорского городского совета депутатов он был удостоен звания «Почётный гражданин Магнитогорска».
Владилен Иванович Машковцев умер 24 апреля 1997 года в Магнитогорске и был похоронен на Правобережном кладбище.

## Литературная деятельность
Из-под пера Владилена Машковцева вышло немало стихотворений, воспевающих рабочую Магнитку и героический труд металлурга. В своих стихах поэт нередко обращается к фольклорной теме, перекликаясь с творчеством П. Бажова — наиболее ярко это проявляется в цикле стихов «Казацкие гусли» и детской книге «Самоцветы», содержащей немало переложений уральских сказок и преданий. Труды Машковцева в области фольклористики подытожила изданная спустя 10 лет после его смерти книга «Сказки казачьего Яика». Произведения Машковцева публиковались в журналах «Урал», «Волга», «Уральский следопыт», «Огонек», «Молодая гвардия» и газетах «Известия», «Труд», «Комсомольская правда». Многие из его стихотворений стали песнями, положенными на музыку известными уральскими композиторами (в том числе — известным магнитогорским бардом Б. Браславским).
C 1971 по 1992 год Машковцев возглавлял Магнитогорское бюро пропаганды художественной литературы и творчества молодых писателей. В бытность руководителем городского литературного объединения он дал путёвку в жизнь многим литераторам, в том числе — поэтам Римме Дышаленковой и Александру Павлову, который вспоминал: «Владилена Машковцева я считаю своим первым учителем. Он готовил первую мою публикацию в газете, он писал мне письма в армию… Это был человек крутого характера. Я даже помню его руководящие значки над стихами: то плюсы, то минусы, а то и вовсе нарисует могилу с крестом, дескать, „мёртвое“ стихотворение…»
В последние годы жизни писатель увлёкся исторической темой, написав свои вершинные произведения.
В марте 1990 года увидел свет его первый исторический роман «Золотой цветок — одолень», повествующий о жизни яицких казаков в начале XVII века.
3 июня 1991 года писатель завершил работу над своим вторым романом «Время красного дракона», повествующим о трагических судьбах уральцев в период сталинских репрессий 1930-х годов.
Наряду с живым описанием быта и исторических событий прошлого, обоим романам присущ захватывающий сюжет. При этом в «Красном драконе» Машковцев удачно проявил себя как фантаст и сатирик: трагикомические ситуации, возникающие в уральском соцгороде, в котором красному террору противостоит колдовство нечистой силы, являются удачным продолжением традиций, заложенных М. Булгаковым.
Новая рукопись Машковцева получила высокую оценку таких мастеров русской прозы, как В. Распутин и П. Проскурин.
Однако увидеть своё детище в печати автору не довелось — Владилен Машковцев скончался в Магнитогорске 24 апреля 1997 года, не дожив трёх месяцев до выхода из печати своего последнего романа.
Роман «Время красного дракона» стал не единственной книгой Машковцева, опубликованная посмертно: к 70-летию Магнитогорска в 1999 году вышла из печати книги Машковцева «История Магнитки» — летописи уральского города и его металлургического комбината, а в 2007 году — спустя десятилетие после смерти писателя — увидели свет «Сказки казачьего Яика» — богато украшенная детскими рисунками книга уральских сказок, кропотливо собиравшихся им на протяжении долгих лет.

### Романы
- Золотой цветок-одолень
- Время красного дракона

### Пьесы
- Зажги свою звезду (не опубликована)
- Полёт на планету Икс (не опубликована)

### Сказки
- Сказки казачьего Яика

### Поэмы
- Лицом к огню
- Огонь в тайге (не опубликована)
- Раздумье у Мавзолея
- Тайга (не опубликована)

### Циклы стихотворений
- Алые лебеди
- Казацкие гусли
- Красное смещение
- Любовь тревожная
- Магнитка — судьба моя
- Молодость
- Оранжевая магия
- Оранжевая тетрадь
- Причастность
- Противоречия сердца
- Самоцветы
- Серебряные провода
- Чудо в ковше
- Магнитогорские мартены

### Книги
1. 1960 — Молодость (стихи). — Челябинск, Челябинское книжное издательство, 48 с., 2 000 экз.
2. 1963 — Любовь тревожная (стихи и поэма). — Челябинск, Челябинское книжное издательство, 90 с., 3 000 экз.
3. 1968 — Противоречия сердца (стихи). — Челябинск, Южно-Уральское книжное издательство, 96 с., 10 000 экз.
4. 1972 — Красное смещение (стихи и поэма). — Челябинск, Южно-Уральское книжное издательство, 111 с. Тираж: 10000 экз.
5. 1973 — Лицом к огню (стихи). — Москва, «Современник», 103 с. Тираж: 10000 экз.
6. 1975 — Железный полюс (поэмы). — Москва, «Современник», 40 с. Тираж: 10000 экз.
7. 1976 — Алые лебеди (стихи и поэма). — Челябинск, Южно-Уральское книжное издательство, 67 с. Тираж: 5000 экз.
8. 1977 — Чудо в ковше (стихи и поэмы). — Москва, «Современник», 265 с., 25 000 экз.
9. 1979 — Магнитка — моя судьба (стихи и поэма). — Челябинск, Южно-Уральское книжное издательство, 176 с. Тираж: 5000 экз.
10. 1984 — Оранжевая магия (стихи и поэма). — Челябинск, Южно-Уральское книжное издательство, 205 с., 500 экз.
11. 1986 — Магнитная гора (стихотворения). — Москва, «Советская Россия», 192 с. Тираж: 10000 экз.
12. 1988 — Самоцветы (стихи и сказки для среднего и старшего школьного возраста). — Челябинск, Южно-Уральское книжное издательство, 256 с., 5 000 экз.
13. 1990 — Золотой цветок — одолень (роман). — Челябинск, Южно-Уральское книжное издательство, 412 с. Тираж: 30000 экз. ISBN 5-7688-0257-6
14. 1997 — Время красного дракона (роман). — Магнитогорск, Магнитогорский дом печати, 448 с. Редактор: Р. Дышаленкова. Тираж: 5000 экз. ISBN 5-7114-0125-4
15. 1999 — История Магнитки. — Магнитогорск, Магнитогорский дом печати, 198 с. Редактор: Л. Петрова. Предисловие И. Галигузова. Тираж: 500 экз. ISBN 5-7114-0145-9
16. 2007 — Сказки казачьего Яика (Подкова на счастье: сказки, притчи, побайки, былины казачьего Яика). — Магнитогорск, Магнитогорский Дом печати, 140 с. Редактор: М. Кирсанова. Тираж: 4000 экз. Доп. тираж: 1000 экз. ISBN 978-5-7114-0312-8
17. 2014 — История Магнитки (2-е издание). — Магнитогорск, Магнитогорский дом печати. Тираж: 500 экз.

### Публикации
- Встреча с поэтом. — «Магнитогорский рабочий», 19 сентября 1985.
- Робот (стихотворение). — «Челябинский рабочий», 22 сентября 1985.
- Стремление к чистому и прекрасному (предисловие). — Риб Э. Анненские лебеди. — Магнитогорск, Магнитогорский Дом печати, 1998, с. 6.
- Яик Горыныч (сказка). — «Магнитогорский рабочий», 10 октября 1998, с. 10.
- Летающее корыто (сказка). — «Магнитогорский рабочий», 23 января 1999.
- Изумрудные рога (сказка). — «Магнитогорский рабочий», 20 февраля 1999.
- Ёж и белка (сказка). — «Магнитогорский рабочий», 20 марта 1999.
- Щенок (сказка). — «Магнитогорский рабочий», 28 августа 1999.
- В пещере Кощея (сказка). — «Магнитогорский рабочий», 15 апреля 2000.
- Дудочка Николушки (сказка). — «Магнитогорский рабочий», 22 июля 2000.
- Маленький Лук (сказка). — «Магнитогорский рабочий», 19 августа 2000.
- Стихи. — VI Ручьёвские чтения (сборник материалов межвузовской научной конференции). — Магнитогорск, 2001, т. I, с. 20, 27—28, 37—38.
- Сказы казачьего Яика. — «Магнитогорский металл», 27 сентября 2008, с. 12. — Веб-ссылка
- Пушкарь Егорий (сказка). — «Магнитогорский металл», 9 апреля 2011. — Веб-ссылка

## Награды и звания
- Медаль «Ветеран труда»[8]
- Серебряный крест «За возрождение оренбургского казачества», 1995 год
- Звание «Почётный гражданин Магнитогорска», 1996 год[9]

## Память
На монументе у Дворца культуры металлургов имени Серго Орджоникидзе, посвящённом выплавке 15 августа 1970 года 200-миллионной тонны стали Магнитогорским металлургическим комбинатом, высечена пара четверостиший из стихотворения Владилена Машковцева «Магнитогорск»:
Будем вечно помнить всё, что было,
как мы шли от первого костра,
как Россию грудью защитила
в грозный час Магнитная гора.
Будет вечно всё, что мы построим,
будет вечен и прекрасен труд…
И потомки городом-героем
город наш рабочий назовут.
Впоследствии эти четверостишия не раз переиздавались в стихотворных сборниках Машковцева под лаконичным названием «Надпись».
29 марта 2006 года имя Владилена Машковцева было присвоено школе № 38 города Магнитогорска, расположенной неподалёку от дома № 8 по улице Ворошилова.
В год 85-летия писателя, совпавшего с 85-летием его города, была переиздана книга «История Магнитки».

## Семья
Жена Римма Владимировна. Сын Владимир (20.6.1956—11.5.1982).

## Оценки современников
- Писатель Валентин Сорокин (Москва):

Владилен Машковцев — поэт сжатой, спрессованной строфы, потому прозаическая фраза, сказанная им, годы и годы имеющим дело с живым и ковким словом, звучит наполненно, свободно, освещенная смыслом и вдохновением. Песня любви к человеку, полузабытому суровому предку своему, демонстрируется писателем охотно и увлеченно. Мне кажется, роман Машковцева «Золотой цветок-одолень» примыкает к лучшим уральским произведениям Воронова и Акулова, Бажова и Мамина-Сибиряка.

### О В. Машковцеве
1. Вилинский О. Я тебе Россию завещаю. — VI Ручьёвские чтения: Сборник материалов межвузовской научной конференции. Магнитогорск, 2001, т. I, с. 102—106.
2. Вилинский О. Певец рабочего края. — «Магнитогорский рабочий», 23 апреля 2007.
3. Вилинский О. Магнитогорский характер: о поэзии Владилена Машковцева. — Поэзия Магнитогорска: опыт исследования региональной литературы (сборник научных статей). — Магнитогорск, Издательство МаГУ, 2008, c. 34—38.
4. Вилинский О. Были и небыли (из книги «Души светлые»). — «Магнитогорский рабочий», 28 апреля 2009, с. 4.
5. Вилинский О. «Через сугробы и столетья…» — «Магнитогорский металл», 30 апреля 2009, с. 12. — Веб-ссылка
6. Вилинский О. Золотые годы жизни. — «Магнитогорский металл», 23 сентября 2014. — Веб-ссылка
7. Гальцева Л. «Поэзии отзывчивый язык». — Каменный пояс. — Челябинск, 1974, с. 203—230, 217—221.
8. Данилова А. «Магнитка, в твоей судьбе — моя судьба» (о творчестве В. И. Машковцева). — VI Ручьёвские чтения: Сборник материалов межвузовской научной конференции. Магнитогорск, 2001, т. I, с. 107—108.
9. Дышаленкова Р. «А девушки, мои любимые, родили двести сыновей…» (магнитогорскому поэту и прозаику В. Машковцеву — 65 лет). — «Магнитогорский рабочий», 24 сентября 1994, с. 6.
10. Дышаленкова Р. Железный младенец кризиса: очерки // Ангел Времени: Проза, стихи. — 2006.
11. Каганис В. Наследство Машковцева. — «Магнитогорский металл», 2 ноября 2013. — Веб-ссылка
12. Куклина Е. Живёт его слово. — «Магнитогорский рабочий», 25 сентября 2014. — Веб-ссылка
13. Куклина Е. Большой писатель и «огромный человек». — «Магнитогорский рабочий», 25 сентября 2014. — Веб-ссылка
14. Магнитогорск (краткая энциклопедия). — Магнитогорск, Магнитогорский дом печати, 2002, с. 431—432.
15. Машковцев Владилен Иванович. — Писатели Челябинской области: Библиографический справочник. — Челябинск, 1992, с. 130—133.
16. Машковцева Р. Машковцев Владилен Иванович. — Магнитогорск: Краткая энциклопедия. — Магнитогорск, 2002, с. 431—432.
17. Противоречия сердца (к 70-летию со дня рождения В. И. Машковцева): Указатель литературы. Составитель: Доминова Р. — Магнитогорск, 1999, 18 с.
18. Сорокин В. Красный камень. — Благодарение: Поэт о поэтах. — Москва, «Современник», 1986, с. 154—170. — Веб-ссылка
19. Сорокин В. Слова не должны дремать в строке (о поэзии В. Машковцева). — «Магнитогорский рабочий», 24 сентября 1994.
20. Сорокин В. Золотой цветок-одолень. — «Магнитогорский металл», 25 сентября 2014. — Веб-ссылка
21. Цилина Т. Трагическое и комическое в романе В. Машковцева «Золотой цветок — одолень». — Литературный процесс в зеркале рубежного сознания (сборник материалов международной научной конференции «VII Ручьёвские чтения»). — Москва—Магнитогорск, 2004, с. 80—81.
22. Цилина Т. «Сердце, озарённое заводом…» — «Магнитогорский металл», 6 июня 2009, с. 12. — Веб-ссылка
23. Шевченко Е. Больше, чем поэт. — «Магнитогорский металл», 30 сентября 2014. — Веб-ссылка
24. Юбилей поэта. — Репортаж «Знак. ТВ», 26 сентября 2014. — Веб-ссылка

### О книгах В. Машковцева
1. Ахметшин Г. На страже рабочей жизни (рецензия на книгу В. Машковцева «Чудо в ковше»). — «Магнитогорский рабочий», 2 ноября 1977.
2. Вохминцев В. Глубины жизни и поэзии (рецензия на сборник стихов В. Машковцева «Противоречия сердца»). — «Челябинский рабочий», 26 апреля 1969.
3. Гроссман М. Таланты и молодость (рецензия на сборник стихов В. Машковцева «Молодость»). — «Челябинский рабочий», 3 февраля 1961.
4. Дышаленкова Р. С любовью и вниманием (рецензия на роман В. Машковцева «Золотой цветок — одолень»). — «Челябинский рабочий», 21 февраля 1991.
5. Колесников Б. Звездопад (о книге В. Машковцева «Любовь тревожная»). — «Москва», 1963, № 11, с. 217—218.
6. Кондратковская Н. Сила магнитного притяжения (о книге В. Машковцева «Магнитка — судьба моя»). — «Магнитогорский рабочий», 28 сентября 1979.
7. Кузин Н. Качественные смещения (отзыв о книге «Красное смещение»). — «Урал», 1973, № 6, с. 154—156.
8. Машковцева Р. «Спасибо вам за всё, учителя…» (о презентации книги «Сказки казачьего Яика» в школе № 38). — «Магнитогорский металл», 13 октября 2007, с. 12.
9. Павлов А. Необычное видя в обычном (рецензия на книгу В. Машковцева «Оранжевая магия»). — «Челябинский рабочий», 28 октября 1984.
10. Павлов А. Казачьи сказки Владилена Машковцева. — «Магнитогорский металл», 11 сентября 2007, с. 7.
11. «Сказки казачьего Яика» магнитогорского автора увидели свет. — Uralpress.ru (г. Челябинск), 6 сентября 2007. — Веб-ссылка
12. Сорокин В. Золотой цветок — одолень. — «Молоко» (Москва), 4 сентября 2004. — Веб-ссылка
13. Творческие «улыбки» магнитогорского писателя. — Сайт администрации Магнитогорска, 5 сентября 2007. — Веб-ссылка
14. Те сказания будут известными (о книге «Сказки казачьего Яика»). — «Магнитогорский металл», 30 октября 2007, с. 6.